# Lydia z Thyatir
Lydie z Thyatir je žena zmíněná v Novém zákoně Sk 16, 14, 40 (Kral, 40 ČEP), která je považovaná za první konvertitku ke křesťanství na evropské půdě. Jako svatá je ctěna církví katolickou (svátek 3. srpna) a pravoslavnou (svátek 20. května).

## Život
Lydie pocházela z Malé Asie z města Thyatir, které bylo vyhlášeno výrobou cenných purpurových látek, které používali císaři, vysocí státní úředníci a kněží pohanských náboženství. Lydie se živila obchodováním s tímto purpurem a jako zámožná žena se přestěhovala do makedonského města Filip, které bylo významným městem a římskou kolonií. Sk 16, 12 (Kral, ČEP), 
Do Filip přišel i apoštol Pavel se sv. Timoteem, Silasem a Lukášem, hledal modlitebnu, a tak sešel k řece, kde se podle židovského zvyku Ž 137, 1 (Kral, ČEP) sešly k modlitbě ženy a mezi nimi i Lydie, která také věřila v jediného Boha Sk 16, 14 (Kral, ČEP). Po Pavlově kázání přijala ona i celý její dům křesťanství a pozvala apoštoly do svého domu. Sk 16, 15, 40 (Kral, 40 ČEP) 

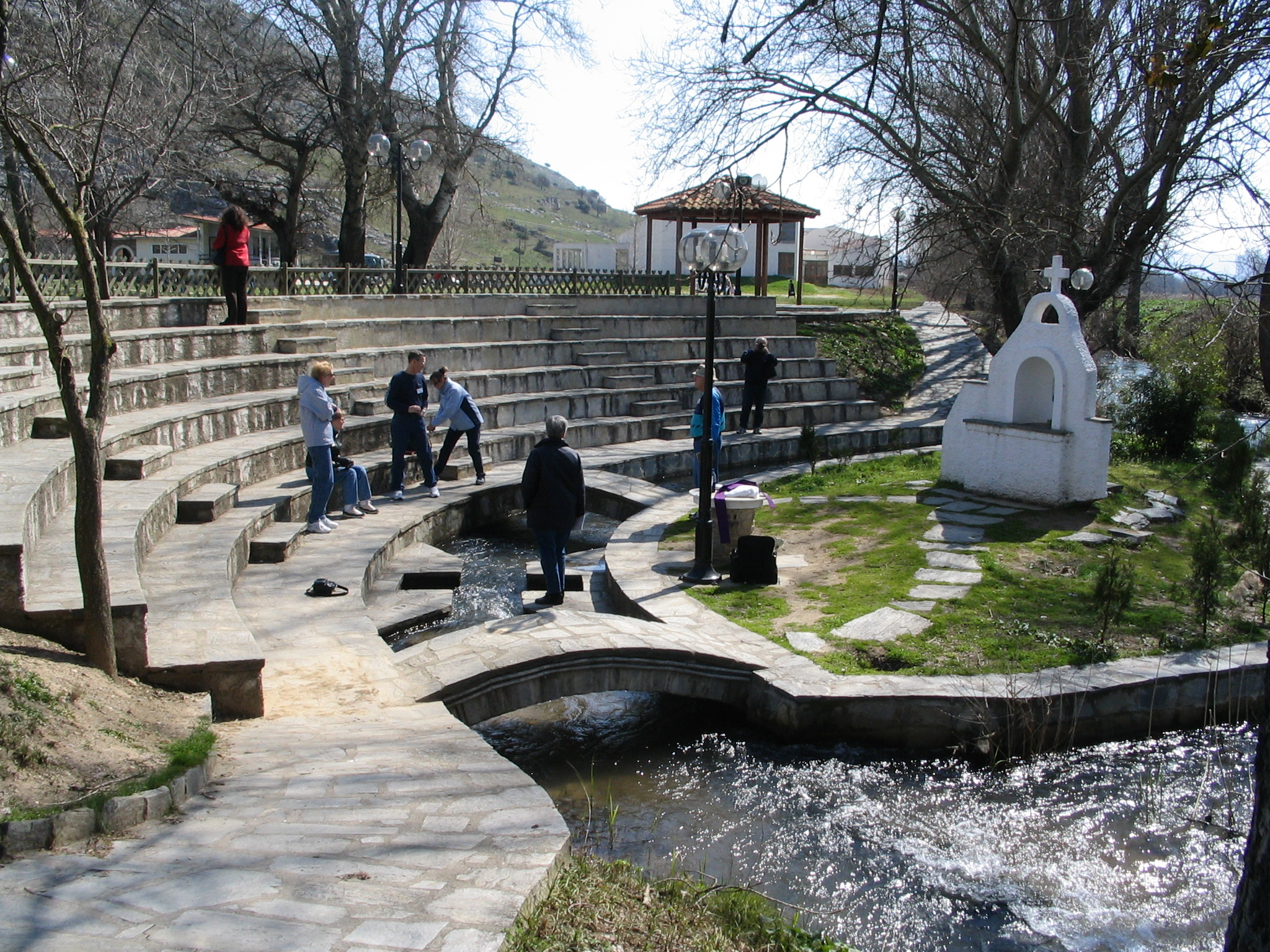
Místo křtů ve Filipech.

## Profese
Lydie z Thyatiry je známá především jako "prodavačka" nebo obchodnice s purpurovým suknem, což je pravděpodobný důvod, proč ji katolická církev nazývá "patronkou barvířů". Není jasné, zda se Lýdie zabývala pouze obchodem s purpurovým barvivem, nebo zda její podnikání zahrnovalo i textil, ačkoli všechny známé ikony světice ji zobrazují s nějakou formou purpurové látky. Většina z nich zobrazuje tuto světici s purpurovým šátkem nebo závojem, což umožňuje mnoha historikům a teologům domnívat se, že byla obchodnicí právě s purpurovou látkou.
Jako schopná obchodnice a podnikatelka byla Lydie na svou dobu výjimečnou ženou, která měla nejen smysl pro obchod, ale i pro duchovní hodnoty. Sk 16, 14 (Kral, ČEP), Její dům se tak stal místem, kde se pravidelně scházeli křesťané, Lydie byla první diákonkou a nově založená filipská křesťanská obec byla apoštola Pavla radostí a slávou Flp 4, 1 (Kral, ČEP), kterým napsal z římského vězení svůj List Filipským.

## Galerie

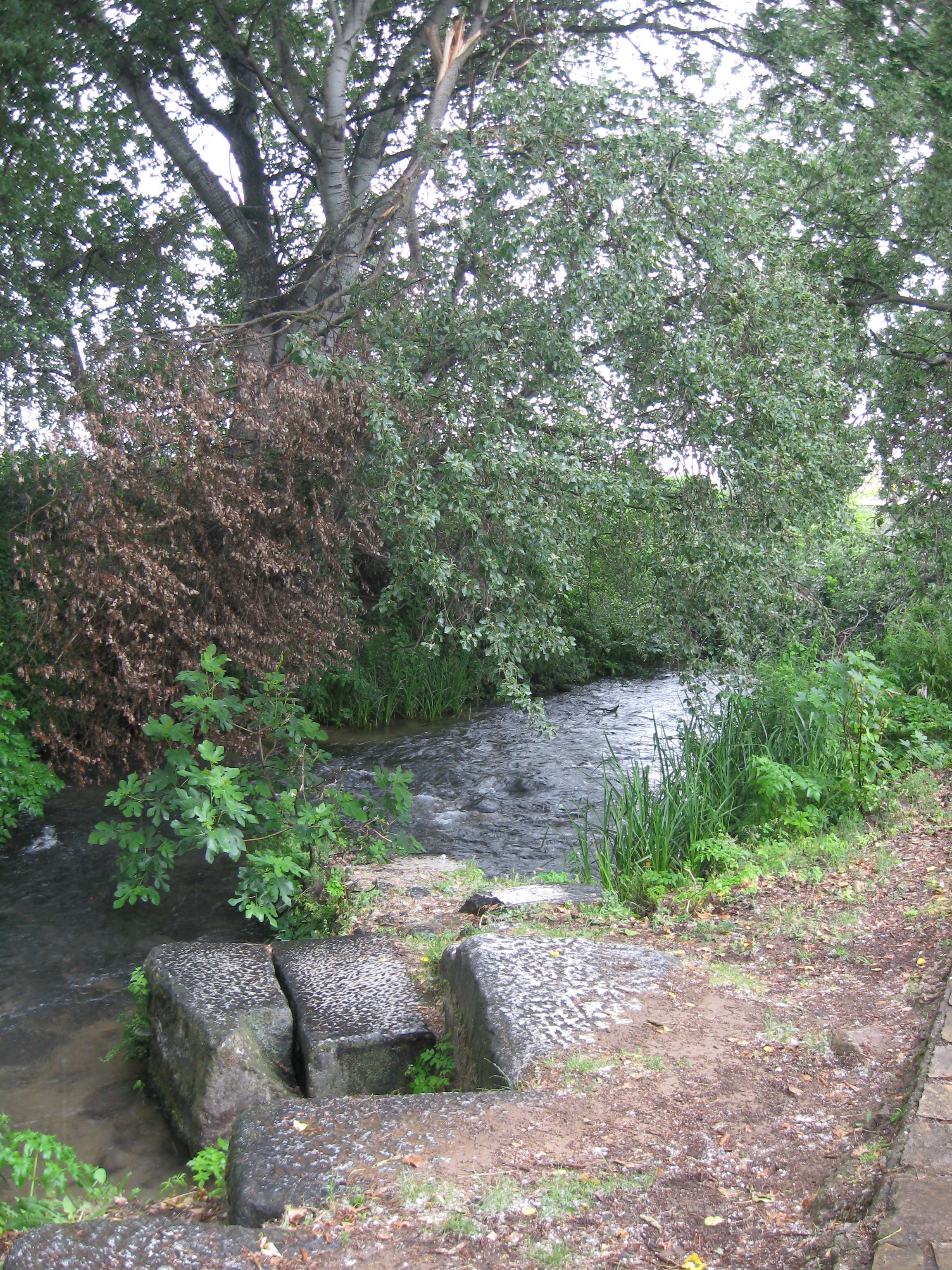
Filippoi – místo pokřtění sv. Lydie
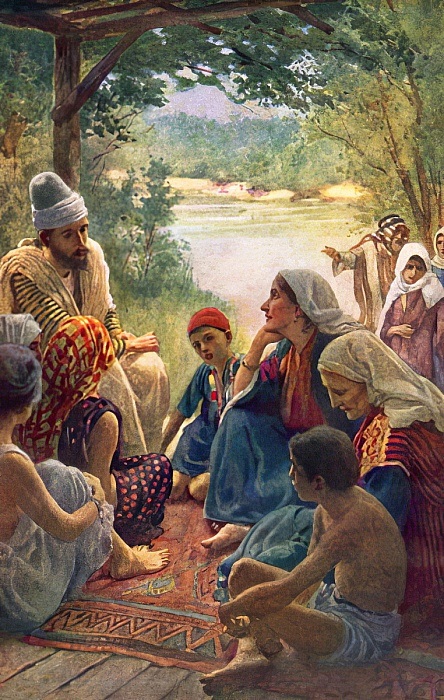
Lydie z Thyatir, Harold Copping
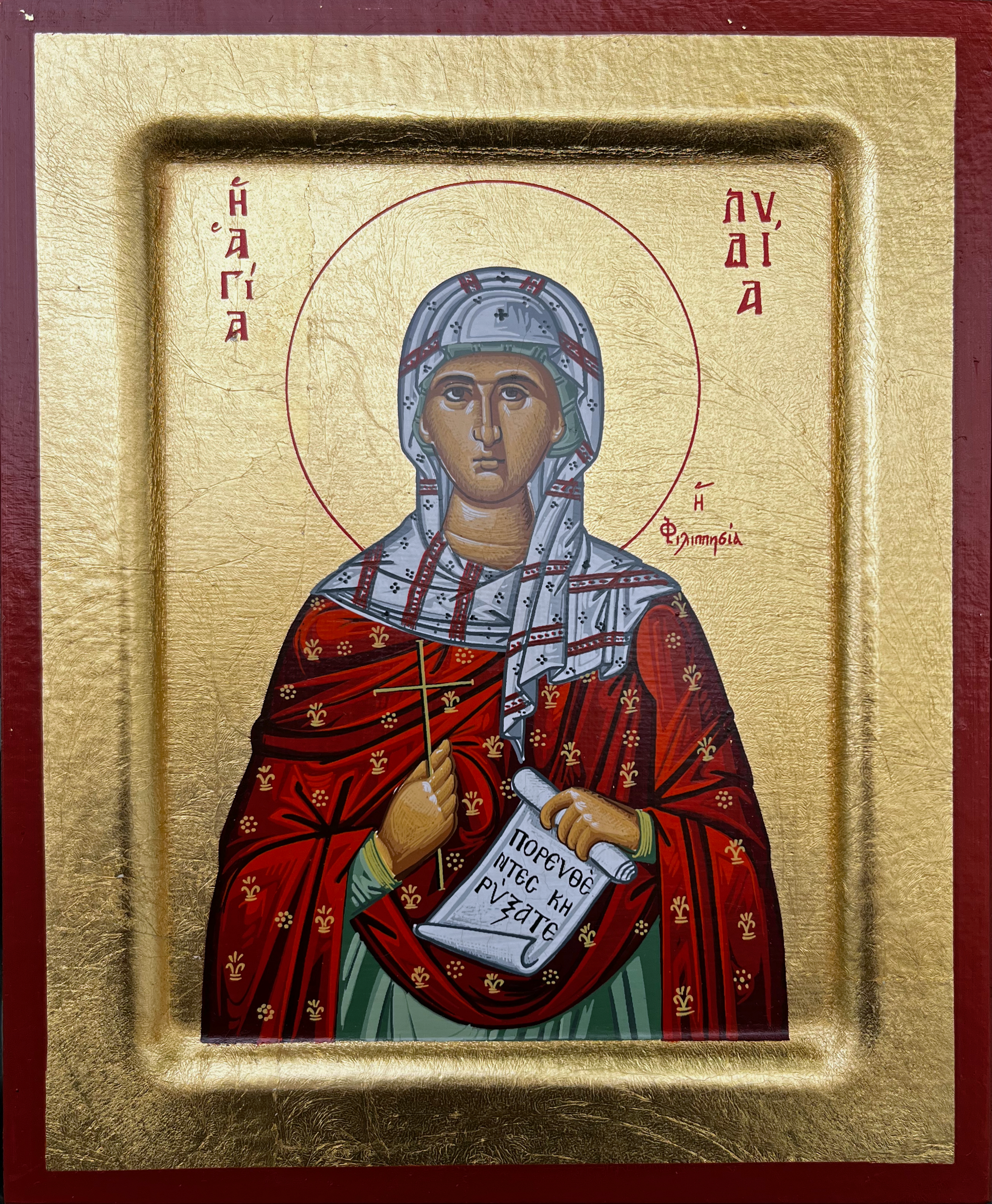
Lydie z Thyatir – ruská ikona
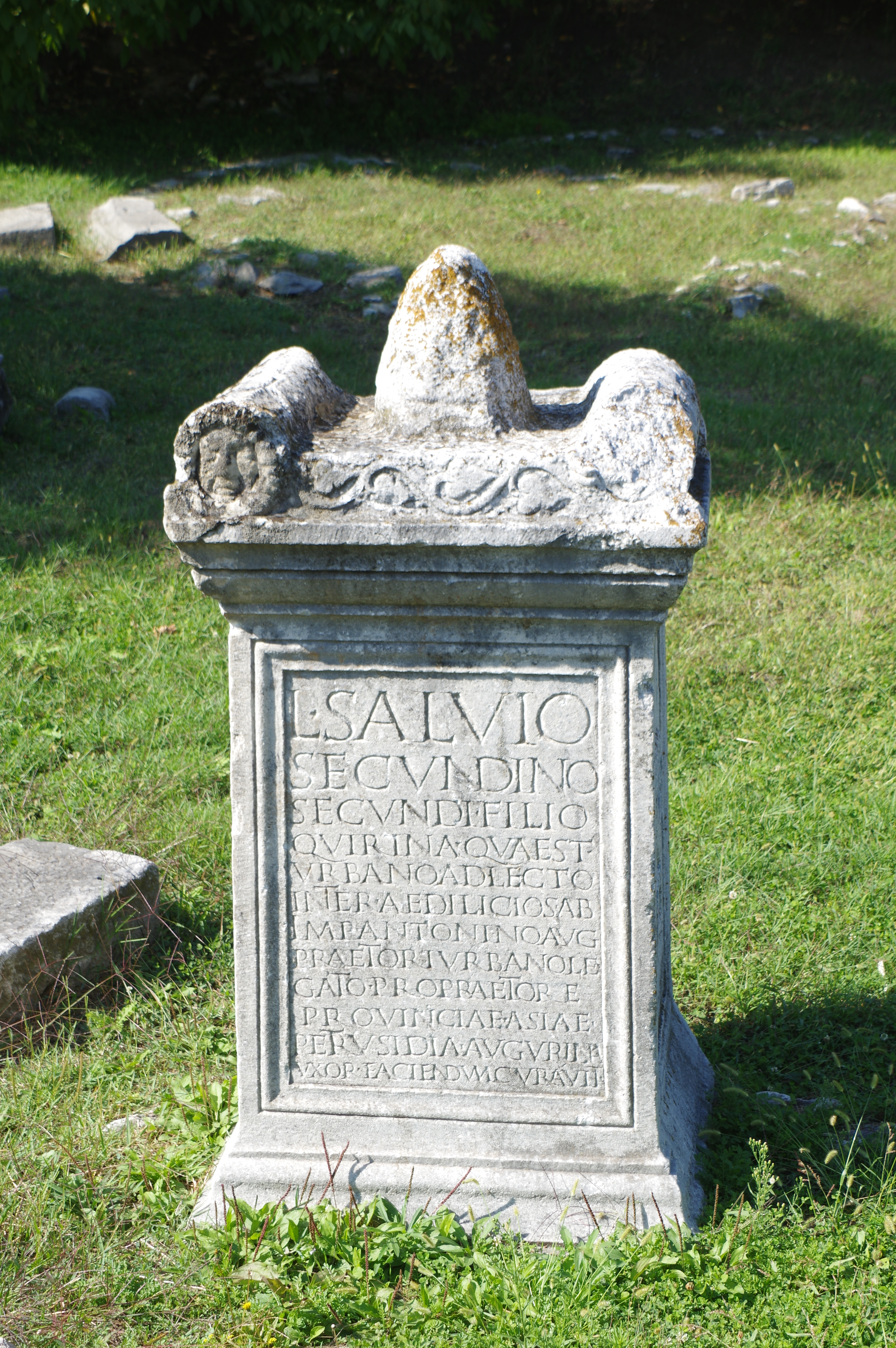
Ruiny na místě křtu sv. Lydie
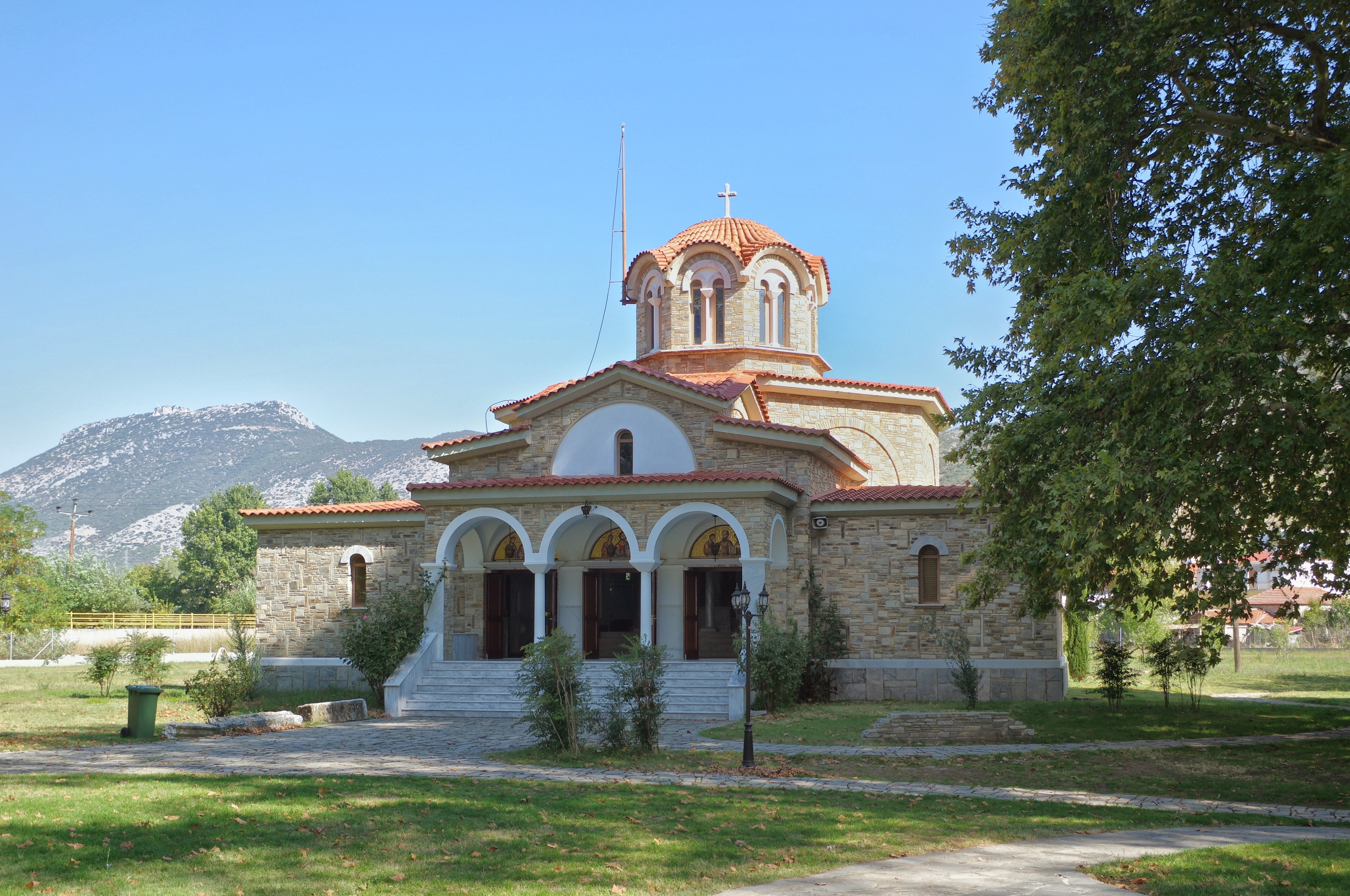
Chrám apoštolům rovné svaté Lydie z Filip, Krynides, Kavala region